# Bathybagrus platycephalus
Bathybagrus platycephalus es una especie de pez actinopeterigio de agua dulce, de la familia de los claroteidos.

## Morfología
Con el cuerpo típico de los bagres y una longitud máxima descrita de 22 cm.

## Distribución y hábitat
Se distribuye por aguas interiores de África, un endemismo del lago Tanganica. Son peces de agua dulce tropical, de hábitat de tipo demersal, que prefieren profundidades entre los 20 m y los 110 m.